# NGC 6647
NGC 6647 is een open sterrenhoop in het sterrenbeeld Boogschutter. Het hemelobject werd op 18 juni 1784 ontdekt door de Duits-Britse astronoom William Herschel.